# Cololejeunea inoueana
Cololejeunea inoueana là một loài Rêu trong họ Lejeuneaceae. Loài này được Mizut. mô tả khoa học đầu tiên năm 1984.